# Walpersdorf und Oberwölbling
Die Herrschaft Walpersdorf und Oberwölbling war eine Grundherrschaft im Viertel ober dem Wienerwald im Erzherzogtum Österreich unter der Enns, dem heutigen Niederösterreich.

## Ausdehnung
Die Herrschaft Walpersdorf und Oberwölbling zu der auch Landersdorf, das Gut Absdorf, der Edelsitz Anzenhof und die Herrschaften Hausenbach und Einöd zählten, umfasste zuletzt die Ortsobrigkeit über Absdorf, Anzenberg, Anzenhof, Brunndoppel, Einöd, Flinsdorf, Fräuleinmühle, Götzersdorf, Großerhof, Hausenbach, Hofstetten, Inzersdorf, Kuffern, Lauterbach, Obermamau und Untermamau, Neustift, Nonnenhof, Noppendorf, Pönning, Rosenthal, Statzendorf, Steinhof, Walpersdorf, Watzersdorf, Weidling, Weyersdorf und Wetzmannsthal als Orte der Herrschaft Walpersdorf; zur Herrschaft Oberwölbling zählten: Grünz, Landersdorf, Oberwölbling, Ratzersdorf, Schweinern, Thallern, Viehausen und Wetzlarn. Der Sitz der Verwaltung befand sich im Schloss Walpersdorf.

## Geschichte
Letzter Inhaber der Allodialherrschaft war Franz Seraphim Graf von Colloredo–Wallsee (1799–1859), als mit den Reformen 1848/1849 die Herrschaft aufgelöst wurde.